# Kaossara Sani
Kaossara Sani est une écologiste, écrivaine et sociologue togolaise qui vit à Lomé. Elle est la fondatrice d'Africa Optimism et cofondatrice ainsi que directrice exécutive du mouvement Act on Sahel.

## Biographie
Kaossara Sani est née au Burkina Faso avant de s'installer au Togo à l'âge de neuf ans. Elle a grandi à Lomé. Elle vit avec sa mère et ses deux frères.

## Activisme
Elle a fondé Africa Optimism, un mouvement qui travaille à faire connaître la solution aux problèmes climatiques et environnementaux grâce à l'éducation. Elle est également cofondatrice du mouvement Act On Sahel, qui collecte des fonds pour acheter des semences et des engrais aux agriculteurs de la région du Sahel en Afrique. The organization also raises money to buy sanitary products and provide access to clean water and renewable energy. L'organisation collecte également des fonds pour acheter des produits sanitaires et donner accès à de l'eau potable et à des énergies renouvelables. The organization also raises money to buy sanitary products and provide access to clean water and renewable energy.
Son militantisme a été encore reconnu lorsqu'elle a envoyé un manifeste à la Conférence des Nations Unies sur les changements climatiques de 2021, affirmant que le coût du voyage à Glasgow serait mieux utilisé pour construire un forage pour fournir de l'eau potable à la population togolaise. Dans son manifeste, elle rappelle également aux pays riches leur « promesse non tenue » de fournir 100 milliards de dollars par an en financement climatique aux pays en développement jusqu'à la fin de 2020, une somme qui s'est poursuivie jusqu'en 2025 par rapport à 2015. Elle a également exhorté les pays riches à fournir un financement climatique aux 46 pays les moins avancés et à investir dans la recherche sur la météorologie et le changement climatique en construisant des stations météorologiques.